# Gnetum klossii
Gnetum klossii — вид голонасінних рослин класу гнетоподібних.

## Поширення, екологія
Країни проживання: Бруней-Даруссалам; Індонезія (Калімантан); Малайзія (Сабах, Саравак). Це ендемік Борнео, де був, головним чином, зібраний у північній частині острова. Ця сильна дерев'яниста ліана може бути знайдена з низинних диптерокарпових лісів до нижньогірських лісів. В основному вид був виявлений у первинних лісах на хребтах і схилах пагорбів.

## Використання
Плоди і листя їстівні. Використання, ймовірно, дуже місцеве і не було знайдено ніяких вказівок на торгівлю.

## Загрози та охорона
Основні загрози в тому, що поширення обмежується одним островом (Борнео), і що бажані місця проживання виду, низовинні й нижньогірські ліси, знаходяться під загрозою комбінації комерційних лісозаготівель, перетворення первинного тропічного лісу на сільськогосподарські землі, а також на плантації (гуми й олійної пальми), гідроенергетичні проекти, видобуток і розширення міських територій. Вид був знайдений у кількох охоронних територіях у різних регіонах Борнео.